# Chen Boda
A la Xina els cognoms van davant del nom (en aquest cas Boda).
Chen Boda (en xinès simplificat :陈伯达; xinès tradicional: 陳伯達 i pinyin: Chén Bódá) (Hui'an, 1904-Pequín, 20 de setembre de 1989) fou un polític i editor xinès.

## Dades biogràfiques
Chen Boda, amb el nom Chen Shangyu quan va néixer el 1904 a Hui'an, província de Fujian i mort, a Pequín, el 20 de setembre del 1989. El nom de Chen Boda el va començar a utilitzar com a pseudònim en els seus escrits. Dirigent destacat del grup que encapçalà la Revolució Cultural. D'origen camperol humil.
La seva infància la va passar a la que avui és la ciutat de Xiamen i llavors es deia Jimei. El 1925 va ingressar a la Universitat Laboral de Xangai. I el 1927 s'afilià al Partit Comunista de la Xina (PCX). Participarà en l'Expedició del Nord quan el Kuomingtang es va proposar la reunificació de la Xina, dividida pels Senyors de la Guerra. Va estudiar a l'URSS a la Universitat Sun Yat-sen, d'on torna el 1931. Es casa amb Zhu Yuren, oriünda de Sichuan que havia estudiat a Moscou. Professor d'Història a la Universitat de Pequín. Esdevé secretari personal de Mao, el 1937. Professor a l'Escola Central del Partit Yenan serà un dels grans intèrprets del pensament de Mao.

## Els comunistes al poder
El 1949 els comunistes arriben al poder després d'una guerra civil i funden la República Popular de la Xina, Aquell mateix any va ser nomenat vicepresident de l'Associació de Treballadors Científics i de l'Institut Marx-Lenin. El setembre de 1956 Lin formarà part del 8è Politburó del PCX.,El 1958 és l'editor del diari del PCX, “Bandera Roja” (Hongqi).

## La Revolució cultural
Chen encapçala el grup que impulsarà la Revolució Cultural juntament amb la denominada, posteriorment, Banda dels Quatre i assessorat pel cap de la policia secreta Kang ShengEstà al cim del poder i és un dels cinc màximes figures del partit. Aquest nucli arribarà a sobrepassar la Permanent del Politburó en diverses ocasions. La situació caòtica i els excessos del radicalisme de la Revolució Cultural forçarà un canvi a molts dirigents del partit comunista que aconseguiran que Mao retiri el suport a aquest moviment (1968) que serà formalment dissolt al 9è Congrés del PCX (1969). Mao s'anirà decantant, alternativament, per les tres faccions rivals al si del partit: l'esquerrana que encapçala Lin Biao (successor de Mao arran del 9è Congrés) i Chen Boda, la tecnòcrata i reformista amb Zhou Enlai al capdavant i la radical Banda dels Quatre o Banda de Xangai on figurava l'esposa de Mao, Jiang Qing. Chen formarà del 9è Politburó. Però la política i les activitats del tàndem Lin Biao- Chen Boda cada cop més irritaran Mao.

## Els darrers anys
Malgrat que Chen Boda va deixar d'implicar-se amb la Revolució Cultural i el seu lideratge es va anar moderant, el seu radicalisme residual causava preocupació a dirigents del partit. El 1973, al 10è Congrés del PCX fou acusat d'ésser “un agent secret revisionista”.
Amb la mort de Mao, el nou govern xinès, el portarà a judici com a col·laborador de la Banda dels Quatre. Serà condemnat a divuit anys de presó, però fou alliberat per motius de salut. Va morir el 1989 als 85 anys.